# Ten Desires
Touhou Shinreibyou ~ Ten Desires (яп. 東方神霊廟 ～ Ten Desires., То̄хо̄ Шінрейбьо̄, досл. «Східний мавзолей божественних духів 〜 Десять бажань») — гра 2011 року в жанрі bullet hell та скрол-шутер, розроблена Team Shanghai Alice. Це тринадцята гра серії Touhou Project.

## Ігролад

Ююко, бос першого рівня. Також на екрані присутні божественні духи.

Ten Desires має ті самі ігрові механіки, що й інші ігри серії, в яких гравець проходить шість рівнів, на кожному з яких є багато звичайних ворогів з мід-босом посередині і босом в кінці рівня.
Ten Desires представляє систему «божественних духів». Після смерти з ворогів випадають духи. Вони підбираються лише коли гравець знаходиться поряд, за винятком битв з босами, тоді всі духи автоматично збираються після завершення спел-картки. Сірі духи дають гравцеві додаткові очки, зелені духи — додаткові чарокартки (бомби), а фіолетові духи — додаткові життя. Гравець може заповнити шкалу «Транс», збираючи синіх та сірих духів. Коли зібрано три духи будь-якого кольору, гравець може увійти в транс мод, який триває десять секунд і збільшує силу пострілу, дає невразливість та збільшує кількість очок за збір духів. Якщо в гравця попадають у цій грі, на відміну від інших ігор, транс мод активується автоматично, а час залежатиме від того, наскільки заповнена шкала, після чого гравець втрачає життя.

## Сюжет
Велика кількість духів почала з'являтися по всьому Ґенсокьо, і головні героїні йдуть на розслідування.
Гравця потрапляє в потойбіччя, куди часто прибувають духи. Під час розслідування героїні зустрічають Ююко Сайґьоджі. Ююко, яка не знає про ситуацію, вказує їм на храм Мьорен, де вони знаходять Кьюко Касодані, прибиральницю храму. Після цього вони зустрічають Коґасу Татару, який просить гїх перемогти дівчину, яка охороняє цвинтар за храмом. Замість цього героїні нападають на Коґасу та продовжують шлях. Зрештою, вони зустрічають Йошіку Міяко, дзян-ши, яка захищає мавзолей. Йошіка програє та відчиняє двері до мавзолею.
Всередині ще більше духів, ніж раніше. Героїні намагаються пройти далі, але зустрічають Сейґу Каку, яка воскресила Йошіку та використовує її як охоронця мавзолею. Після поразки Сейґа розказує, що храм був побудований, щоб запобігти чиємусь воскресінню. У міру просування вони знаходять Соґу но Тоджіко, яка швидко програє. Зрештою, вони зустрічають Мононобе но Футо. Після поразки Мононобе розуміє, що «Принц» воскрес, і тому відступає. Героїні продовжують шлях до мавзолею та бачать безліч духів, а також Тойосатомімі но Міко, святу, яку щойно воскресли. Божественні духи зібралися, щоб побачити воскресіння святої, себто Міко, яку героїні потім перемагають.
Після цього героїні розслідують храм Мьорен і знаходять Нуе Ходжю, яка розлючена воскресінням Міко. Нуе нападає на них, але зазнає поразки. Потім героїні зустрічають Мамідзо Футацуїву, яка стверджує, що Нуе відправила її сюди.

## Персонажі

### Головні героїні
- Рейму Хакурей (яп. 博霊霊夢)

Міко храму Хакурей. Вона розслідує появу божественних духів, щоб запобігти інциденту, який може зашкодити її храму.
- Маріса Кірісаме (яп. 霧雨魔理沙)

Чарівниця. Вона розслідує божественних духів через особисту цікавість.
- Санае Кочія (яп. 東風谷早苗)

Міко храму Морія. Вона збирає духів, бо думає, що це допоможе збільшити кількість віри в її храмі.
- Йому Компаку (яп. 魂魄妖夢)

Напівпривид, садівниця та охоронниця Ююко Сайґьоджі. Вона розслідує духів, щоб запобігти можливому інциденту.

### Боси
- Ююко Сайґьоджі (яп. 西行寺 幽々子)

Бос 1-го рівня. Примарна принцеса Потойбіччя. Оскільки вона привид і організувала інцидент весняного снігу в «Perfect Cherry Blossom», героїні вважають її винуватцем. Насправді вона не має до цього жодного стосунку та направляє їх до джерела духів, Храму Мьорен.
- Кьоко Касодані (яп. 幽谷 響子)

Бос 2-го рівня. Ямабіко, яка, дізнавшись, що люди перестали вірити в її вид, почала читати буддійські сутри, щоб продовжувати створювати відлуння в горах.

- Татара Коґаса (яп. 多々良 小傘)

Мідбос 3-го рівня. Каса-обаке, яка любить ходити цвинтарем та лякати людей. Вона помітила, що на кладовищі, де вона зазвичай ходить, був йокай, і напала на неї, щоб прогнати її, але безуспішно. Вона атакує героїнь, щоб привернути їхню увагу та змусити їх перемогти цього йокая.
- Йошіка Міяко (яп. 宮古 芳香)

Бос 3-го та 4-го рівнів, разом із Сейґою Каку. Дзян-ши, яку відродила Сейґа, і яка охороняє вхід до Мавзолею Божественних Духів. Оскільки вона зомбі, вона не відчуває болю, але не може згинати кінцівки або нормально ходити.
- Сейґа Каку (яп. 霍 青娥)

Бос 4-го рівня разом з Йошікою Міяко. Сейґа Каку — відлюдник, чий батько теж був відлюдником і присвятив себе Дао, тому Сейґа зацікавилася цим, зокрема Хе Сянґу, і стала прибічницею даосизму, розповівши Міко, що даосизм можна використовувати для набуття надлюдських сил. Сейґа охороняє Мавзолей Божественних Духів від загарбників і може проходити крізь стіни. Вона дуже сувора Йошіки.
- Соґа но Тоджіко (яп. 蘇我 屠自古)

Мід-бос 5-го рівня, одна зі слуг Тойосатомімі но Міко. Соґа но Тоджіко — привид, що походить з роду Соґа. Вона служила Міко разом із Футо, але через Футо, вона стала мстивим духом, який охороняє Мавзолей. Вона має здібність керувати громом і блискавками. Раніше вона не любила Мононобе, але дійшла згоди, і вони обидва поділяють ненависть до буддизму.
- Мононобе но Футо (яп. 物部 布都)

Бос 5-го рівня, одна із слуг Тойосатомімі но Міко. Мононобе но Футо — член роду Мононобе, яка служить Міко разом із Соґою но Тодзіко. Вона керує фен-швеєм та може викликати човен під час деяких спел-карток.
- Тойосатомімі но Міко (яп. 豊聡耳 神子)

Бос 6-го рівня. Свята з Мавзолею Зали Снів. Її розум визнали ще з юного віку, оскільки вона могла слухати десятьох людей одночасно, прислухаючись до їхніх бажань. Після подій «Ten Desires» вона та її послідовники перебрались до світу під назвою Сенкай (仙界, царство відлюдників). Заснована на принці Шьотоку.
- Нуе Ходжю (яп. 封獣 ぬえ)

Мідбос екстра рівня. Після поразки в «Undefined Fantastic Object» вона перебралась в храм Мьорена. Почувши про воскресіння Бякурен, вона подумала, що Тойосамімі буде загрозою для неї, і покликала на допомогу свою подругу Мамідзо.
- Мамідзо Футацуїва (яп. 二ツ岩 マミゾウ, по-іншому: Мамідзо Хутацуїва)

Бос екстра рівня. Танукі, яка мешкає в храмі Мьорен. Зазвичай вона обманює людей та може змінювати зовнішність, від чого схожа на Нуе.

## Розробка
Через землетрус у Тохоку випуск демоверсії було відкладено. Демоверсія була випущена для безкоштовного завантаження 16 квітня 2011 року, а на фізичні носії — 8 травня 2011-го на Reitaisai 8, а всі кошти були спрямовані на благодійність для допомоги постраждалим від землетрусу. Повна версія гри була випущена на 80-му Комікеті 13 серпня 2011-го. Гра була випущена в Steam 18 червня 2019-го.

## Додатки
1. ↑  Ten Desires продавалась на другому дні Comiket 80.